# S4 (Georgië)
De S4 (Georgisch: საერთაშორისო მნიშვნელობის გზა ს4, Saertashoriso mnishvnelobis gza S4, weg van internationaal belang S4), ook bekend als 'Tbilisi - Rode Brug (grens van de Republiek Azerbeidzjan)' en Roestavi Highway, is een 57 kilometer lange hoofdroute binnen het Georgische wegennet. De S4 maakt tussen Roestavi en de Azerbeidzjaanse grens deel uit van de Europese E60 en de Aziatische AH5.

## Geschiedenis
De S4 was vanaf het begin van de jaren 1980 genummerd als nationale Sovjet-route M-27 "Novorossiejsk - Tbilisi - Bakoe, en zat daarmee in de hoogste categorie Sovjet wegen. Vóór 1982 had de weg geen nummer, zoals het geval was met de meeste hoofdwegen in de Sovjet-Unie.  In 1996 werd het moderne Georgische wegnummeringssysteem geïntroduceerd en werd het dit deel van de M-27 omgenummerd tot de S4 "Tbilisi - Rode Brug (grens van de Republiek Azerbeidzjan)".

## Route
De S4 begint in Tbilisi in de Dimitri Goeliastraat in de wijk Ortatsjala ten zuidoosten van het oude stadscentrum. De weg voert in zuidelijke richting parallel aan de rechteroever van de Mtkvari en gaat via Roestavi naar de Azerbeidzjaanse grensovergang "Rode Brug" (Tsiteli Chidi in het Georgisch). De grensovergang is vernoemd naar de 17e-eeuwse boogbrug van rode bakstenen over de rivier de Chrami tussen de twee grensposten.
Na de Georgisch-Azerbeidzjaanse grens continueert de weg verder als M2 naar Gəncə en Bakoe. De weg doorkruist buiten Tbilisi de regio Kvemo Kartli. Binnen de hoofdstedelijke regio is de S4 een mix van een vierbaans stadsweg en een expresweg met drie rijstroken per richting. Tussen Ponitsjala en Roestavi is de S4 een autosnelweg, terwijl de rest naar de grens met Azerbeidzjan een tweebaansweg is. 
De S4 sluit aan op een aantal andere Georgische hoofdwegen. In Ponitsjala takt de S6 af naar Marneoeli en Armenië. Ten noorden van Roestavi sluit de rondweg van Tbilisi S9 aan. De S4 is tussen de S9 en de Azerbeidzjaanse grensonderdeel van de Europese E60 en de Aziatische AH5. Het segment in Tbilisi is tot S6 onderdeel van de E117 en E001, terwijl het traject tussen de S6 en S9 onderdeel is van de Aziatische AH81. 

## Verbreding
De S4 is de belangrijkste route tussen Tbilisi en Bakoe. Aan beide zijden van de grens worden de wegen opgewaardeerd naar snelwegstandaarden. De S4 is opgenomen in het Georgische East-West Highway-project dat tot doel heeft een ruim 450 kilometer lange oost-west transportcorridor door Georgië naar hogere standaarden te brengen en daarmee Azerbeidzjan,  Armenië en Turkije met elkaar te verbinden via de Georgische delen van de Europese E60 en E70. Dit moet ook de Georgische positie als vervoersknooppunt in de Zuidelijke Kaukasus versterken.
In 2021 werd door de Europese Investeringsbank een extra bedrag van 106,7 miljoen euro aan Georgië toegekend voor opwaarderingen van de S4 en S7. Volgens dit plan zou de S4 tussen Roestavi en de grensovergang Tsiteli Chidi (Rode Brug) worden verlegd en uitgebouwd als autosnelweg met twee rijstroken per richting. Daarnaast beoogt dit plan een nieuwe autosnelweg die op de S7 aangesloten wordt bij het dorp Kvemo Sarali ten behoeve van een snellere verbinding naar de Georgisch-Armeense grens bij Sadachlo.

## Foto's

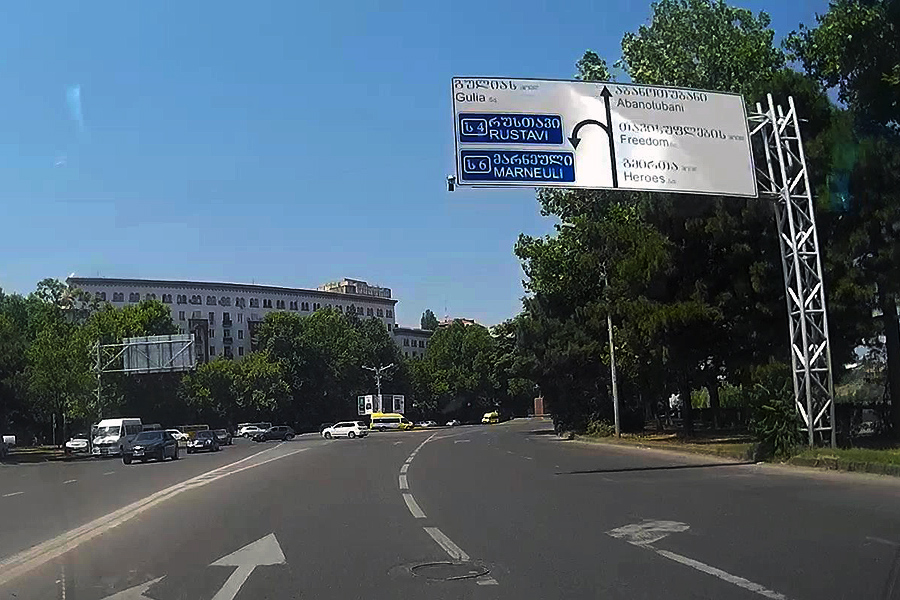
Beginpunt in Tbilisi
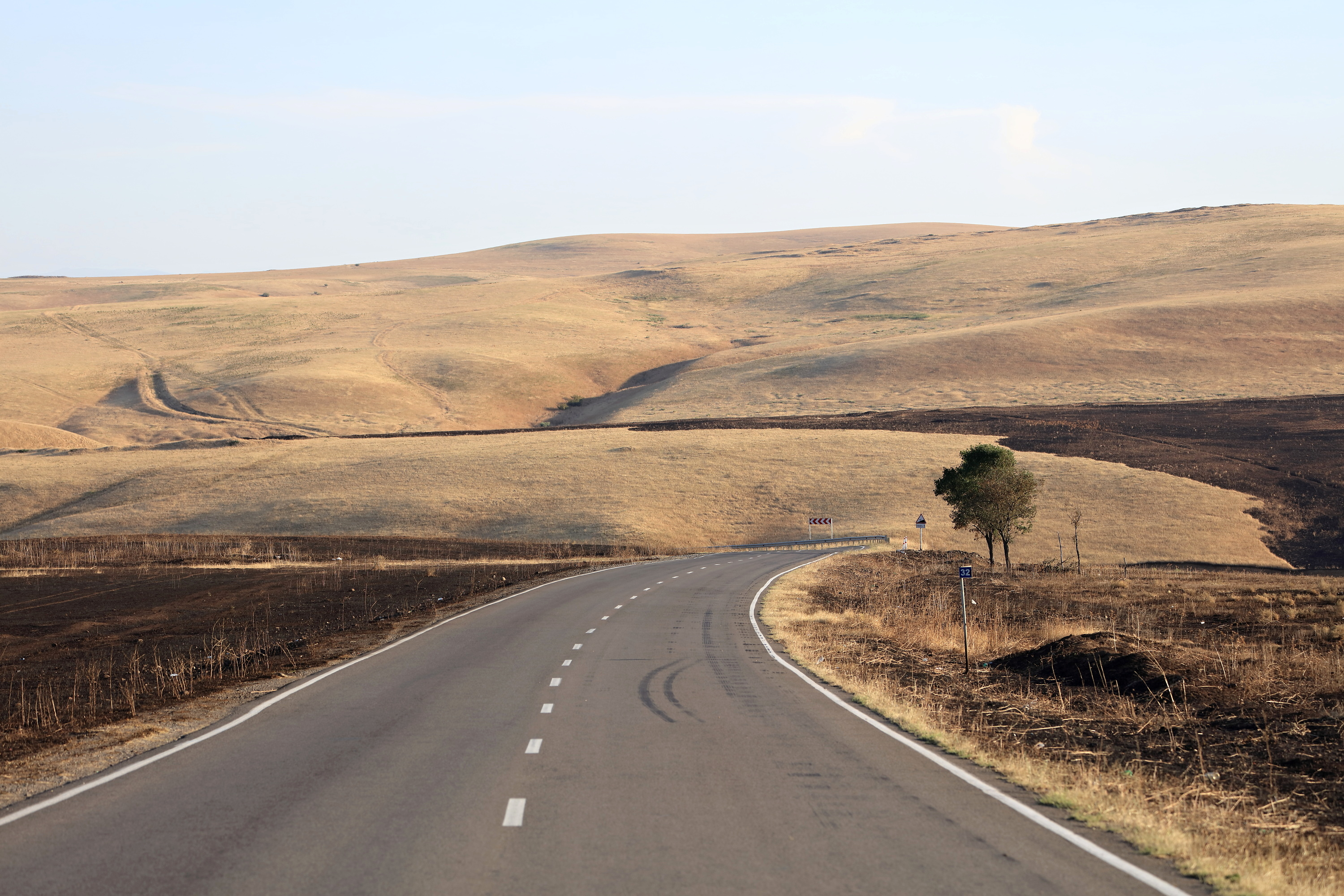
Ten zuiden van Roestavi
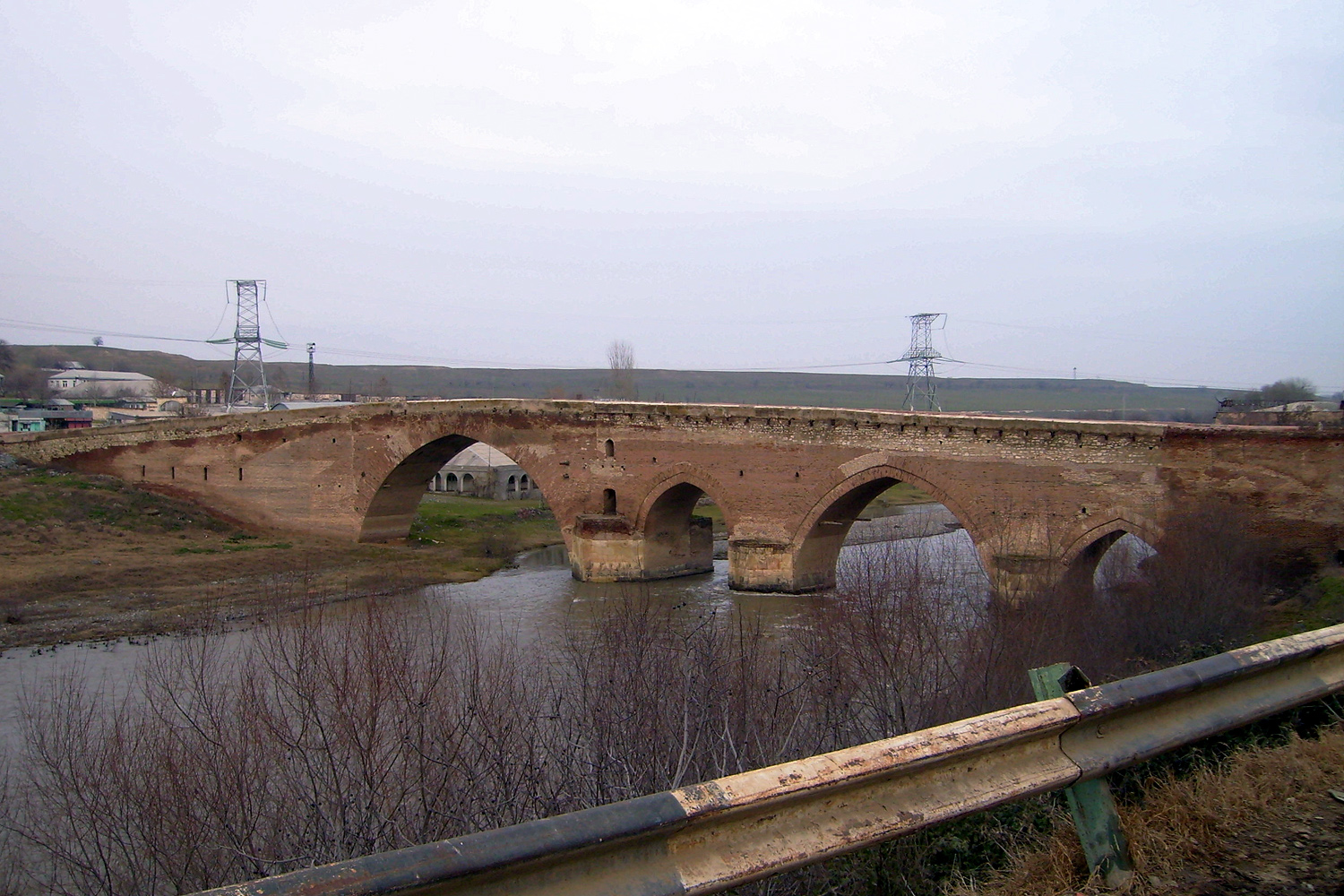
Rode Brug